# Talk a Good Game
Talk a Good Game è il quarto album della cantautrice statunitense Kelly Rowland. L'album è stato pubblicato il 14 giugno 2013 dall'etichetta discografica Republic Records, esclusivamente in Austria, Finlandia, Germania, Paesi Bassi ed in Svizzera. È stato, poco dopo, pubblicato nel resto del mondo.
Singolo apripista dell'album è stato Kisses Down Low, pubblicato il 1º febbraio, a cui è seguito Dirty Laundry il 21 maggio 2013.
L'album ha venduto oltre 200 000 copie negli Stati Uniti, mentre l'intero progetto, inclusi i due singoli, ha venduto 1 milione di copie negli USA. Talk a Good Game ha inoltre guadagnato una nomination ai World Music Awards come Miglior Album del Mondo.
Inizialmente all'album era stato dato il titolo Year of the Woman ma, per volontà della stessa Rowland, è stato cambiato in Talk a Good Game.

## Accoglienza
Il progetto discografico della Rowland è stato accolto positivamente dalla critica musicale internazionale, paragonato alle musicalità del precedente album Here I Am, sebbene come nota Andy Kellman di AllMusic non presenti «canzoni dance-pop esaltanti che alzano il tono». Jim Farber del New York Daily News ha scritto che «l'R&B in stile anni '90 potrebbe impedire alla Rowland di ricevere il successo dato dal mainstream dei suoi colleghi», ritenendo che l'album «si mantenga su suoni bassi facendo scivolare dolcemente la voce della cantante tra le sonorità».
Scrivendo per Slant Magazine, Annie Galvin ha commentando che «Kelly Rowland è ancora alla ricerca di un'autentica identità artistica», concludendo che «i brani di spicco di Talk a Good Game dimostrano che lei è più vicina a ritagliarsi una nicchia di fan per se stessa, sopprimendo la difficoltà di esplorarsi ed eccedere verso nuovi orizzonti». Contrariamente Julianne Shepherd di Spin Magazine ha scritto che «Talk a Good Game è il suo realismo in piena fioritura, un album che bilancia la stanchezza del mondo delle relazioni fugaci e sensuali, affrontando quasi esclusivamente i capricci dell'amore e offrendo inni per esperienze che ogni donna ha avuto o avrà nella vita». Andrew Hampp di Billboard è d'accordo con le affermazioni della Shepherd, confermando «Kelly Rowland finalmente entra nel suo proprio mondo con questo progetto discografico, il suo album più concentrato, coerente e onesto fino ad oggi».

## Tracce
Edizione standard
1. Freak – 4:34 (Floyd Nathaniel Hills, Richard Butler, Marcella Araica)
2. Kisses Down Low – 4:14 (Kelly Rowland, Michael Williams, Marquel Middlebrooks, Timothy Thomas, Theron Thomas)
3. Gone (feat. Wiz Khalifa) – 4:18 (Kelly Rowland, Harmony Samuels, Courtney Harrell, Amber Streeter, Cameron Thomaz, Joni Mitchell)
4. Talk a Good Game (feat. Kevin Cossom) – 3:23 (Kelly Rowland, Kevin Cossom, Tyler Williams)
5. Down on Love – 4:10 (Kelly Rowland, Andrew Harr, Kevin Cossom, Jermaine Jackson, Jon-David Anderson, David Anderson)
6. Dirty Laundry – 5:29 (Kelly Rowland, Terius Nash, Carlos McKinney)
7. You Changed (feat. Beyoncé & Michelle Williams) – 3:56 (Kelly Rowland, Harmony Samuels, Courtney Harrell, Beyoncé Knowles)
8. I Remember – 3:41 (Kelly Rowland, Andrew Harr, Kevin Cossom, Jermaine Jackson, Ben Diehl)
9. Red Wine – 4:19 (Kelly Rowland, Matthew Samuels, Matthew Burnett, Kevin Cossom)
10. This Is Love – 3:37 (Kelly Rowland, Jeremy McArthur, Myariah "Jane Handcock" Summers, Thabiso Nkhereanye)
11. Street Life (feat. Pusha T) – 3:44 (Kelly Rowland, Pharrell Williams, Terrence Thorton)
12. Stand in Front of Me – 3:52 (Kelly Rowland, Pharrell Williams)

Durata totale: 49:17
Deluxe Edition
1. Sky Walker (feat. The-Dream) – 3:28 (Kelly Rowland, Nash, McKinney, Jamal Rashid)
2. Put Your Name on It – 4:43 (Kelly Rowland, Harmony Samuels, Courtney Harrell, Amber Streeter)
3. #1 – 4:31 (Kelly Rowland, Michael Williams II, Marquel Middlebrooks)

## Classifiche
Talk a Good Game ha debuttato alla 4ª posizione nella Billboard 200 con una vendita pari a 68 000 copie distribuite.  È diventato il terzo album della cantante ad entrare nei primi dieci posti nella medesima classifica.
| Classifica (2013) | Posizione massima |
| ----------------- | ----------------- |
| Belgio (Fiandre)  | 100               |
| Belgio (Vallonia) | 146               |
| Regno Unito       | 80                |
| Stati Uniti       | 4                 |
| Svizzera          | 74                |

| Classifica di fine anno (2013) | Posizione |
| ------------------------------ | --------- |
| Stati Uniti                    | 164       |